# Amazophrynella minuta
Espèce
Synonymes
- Atelopus minutus Melin, 1941
- Dendrophryniscus minutus (Melin, 1941)

Statut de conservation UICN

 LC  : Préoccupation mineure
Amazophrynella minuta est une espèce d'amphibiens de la famille des Bufonidae.

## Répartition
Cette espèce se rencontre en Amérique du Sud jusqu'à 1 000 m d'altitude :
- en Colombie ;
- en Équateur ;
- au Pérou ;
- en Bolivie ;
- au Brésil ;
- en Guyane ;
- au Suriname ;
- au Guyana.

Sa présence au Venezuela n'a été confirmé qu'en 2013.

## Publication originale
- Melin, 1941 : Contributions to the knowledge of the Amphibia of South America. Göteborgs Kungliga Vetenskaps och Vitter-Hets Samhalles Handlingar, vol. 88, p. 1–71 (texte intégral).